# Polisregion Bergslagen
Polisregion Bergslagen är en svensk polisregion inom Polismyndigheten som verkat från 2015. Polisregionens huvudort är Örebro.

## Organisation
Polisregion Bergslagen bildades den 1 januari 2015, och är en av sju regioner i Sverige. Regionen består av Dalarnas län, Värmlands län och Örebro län, vilka i sig utgör var sitt polisområde. Respektive polisområde är vidare indelat i lokalpolisområden. Polisregionerna ersatte de tidigare till antalet 21 polismyndigheterna. Polisregion Bergslagen leds från Örebro, och har det samlade ansvaret för polisverksamheten inom regionen. Ett ansvar som bland annat omfattar utredningsverksamhet, brottsförebyggande verksamhet och service.

### Dalarnas län
Dalarnas län är ett av tre polisområden i regionen. Polisområdet har sitt huvudsäte i Falun och består av tre lokalpolisområden. Lokalpolisområde Borlänge omfattar Borlänge kommun, Gagnefs kommun, Ludvika kommun, Smedjebackens kommun och Säters kommun. Lokalpolisområde Falun omfattar Avesta kommun, Falu kommun och Hedemora kommun.  Lokalpolisområde Mora omfattar Leksands kommun, Malung-Sälens kommun, Mora kommun, Orsa kommun, Rättviks kommun och Älvdalens kommun.
Polisstationer i länet
- Avesta
- Borlänge
- Falun
- Gagnef
- Leksand
- Ludvika
- Idre
- Malung
- Mora
- Rättvik
- Sälen

### Värmlands län
Värmlands län är ett av tre polisområden i regionen. Polisområdet har sitt huvudsäte i Karlstad och består av fyra lokalpolisområden. Lokalpolisområde Arvika omfattar Arvika kommun, Eda kommun, Säffle kommun och Årjängs kommun. Lokalpolisområde Karlstad omfattar Forshaga kommun, Grums kommun, Hammarö kommun, Karlstads kommun och Kils kommun. Lokalpolisområde Kristinehamn omfattar Filipstads kommun, Kristinehamns kommun och Storfors kommun. Lokalpolisområde Torsby omfattar Hagfors kommun, Munkfors kommun, Sunne kommun och Torsby kommun.
Polisstationer i länet
- Arvika
- Filipstad
- Hagfors
- Karlstad
- Kristinehamn
- Sunne
- Säffle
- Torsby
- Årjäng

### Örebro län
Örebro län är ett av tre polisområden i regionen. Polisområdet har sitt huvudsäte i Örebro och består av fyra lokalpolisområden. Lokalpolisområde Hallsberg omfattar Askersunds kommun, Hallsbergs kommun, Kumla kommun och Laxå kommun. Lokalpolisområde Karlskoga omfattar Degerfors kommun, Hällefors kommun och Karlskoga kommun. Lokalpolisområde Lindesberg omfattar Lindesbergs kommun, Ljusnarsbergs kommun och Nora kommun. Lokalpolisområde Örebro omfattar Lekebergs kommun och Örebro kommun.
Polisstationer i länet
- Askersund
- Degerfors
- Hallsberg
- Hällefors
- Karlskoga
- Kumla
- Lindesberg
- Nora
- Örebro

## Regionpolischefer
- 2015–2020: Dan Persson (till och med den 18 december 2020)[2]
- 2021- :Patrick Ungsäter (från och med den 3 januari 2021)[2]